# West Wiltshire
Il West Wiltshire fu un distretto locale del Wiltshire, Inghilterra, Regno Unito, con sede a Trowbridge.
Il distretto fu creato con il Local Government Act 1972, il 1º aprile 1974 dalla fusione dei distretti urbani di Bradford-on-Avon, Melksham, Trowbridge, Warminster e Westbury col Distretto rurale di Bradford and Melksham e il Distretto rurale di Warminster and Westbury.
Il 25 luglio 2007 è stata annunciata la soppressione del distretto, come quelli di tutta la contea, creando un'Autorità unitaria del Wiltshire.

## Parrocchie civili
- Atworth
- Bishopstrow
- Boyton
- Bradford on Avon
- Bratton
- Brixton Deverill
- Broughton Gifford
- Bulkington
- Chapmanslade
- Chitterne
- Codford
- Corsley
- Coulston
- Dilton Marsh
- Edington
- Great Hinton
- Heytesbury
- Heywood
- Hilperton
- Holt
- Horningsham
- Keevil
- Kingston Deverill
- Knook
- Limpley Stoke
- Longbridge Deverill
- Melksham
- Melksham Without
- Monkton Farleigh
- North Bradley
- Norton Bavant
- Semington
- Sherrington
- Southwick
- South Wraxall
- Staverton
- Steeple Ashton
- Stockton
- Sutton Veny
- Trowbridge
- Upton Lovell
- Upton Scudamore
- Warminster
- West Ashton
- Westbury
- Westwood
- Wingfield
- Winsley